# Чемпионат Европы по футболу 2012 (стыковые матчи)

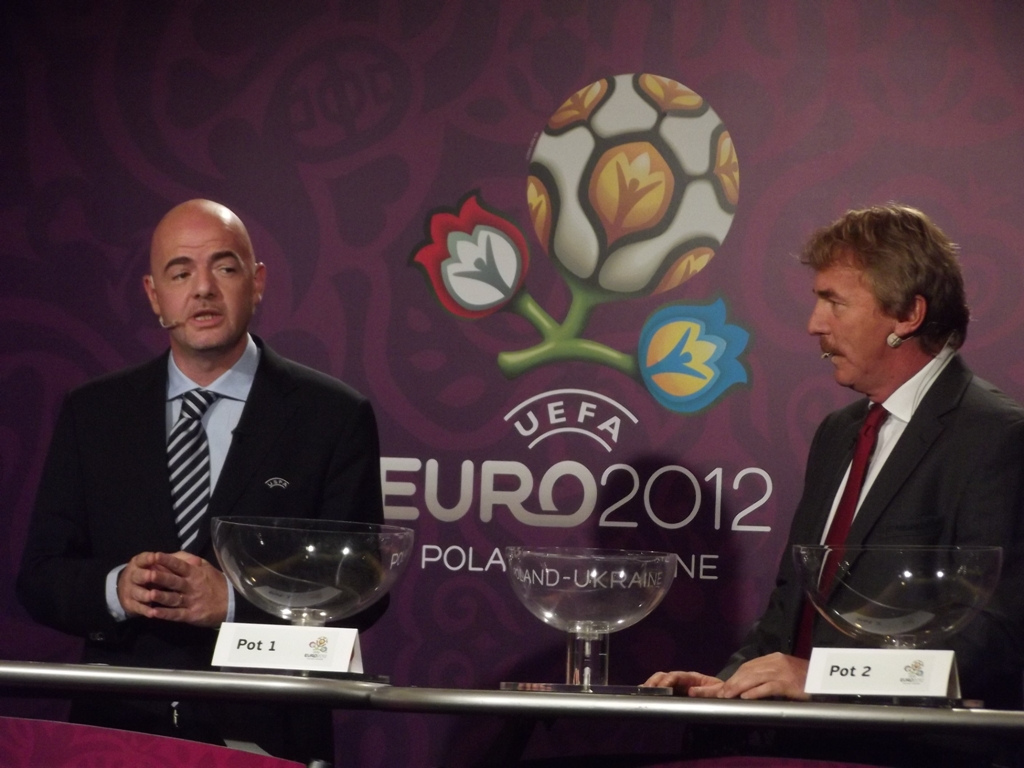
Джанни Инфантино (слева) и Збигнев Бонек во время жеребьёвки матчей

Стыковые матчи чемпионата Европы по футболу 2012 прошли с 11 по 15 ноября 2011 года. В них определились четыре команды, занявшие вторые места в группах, которые примут участие в Евро-2012.

## Отбор
Жеребьёвка матчей прошла 13 октября 2011 в Кракове, Польша, чтобы определить четыре пары, а также порядок игр дома и на выезде.
При жеребьёвке учитывался рейтинг команд на 12 октября.
| Первая корзина | Первая корзина | Вторая корзина       | Вторая корзина |
| Сборная        | Рейтинг        | Сборная              | Рейтинг        |
| Хорватия       | 32 723         | Турция               | 27 601         |
| Португалия     | 31 202         | Босния и Герцеговина | 27 199         |
| Ирландия       | 28 203         | Черногория           | 21 876         |
| Чехия          | 27 982         | Эстония              | 20 355         |

## Матчи
| Команда 1            | Итог | Команда 2  | 1-й матч | 2-й матч |
| -------------------- | ---- | ---------- | -------- | -------- |
| Турция               | 0:3  | Хорватия   | 0:3      | 0:0      |
| Эстония              | 1:5  | Ирландия   | 0:4      | 1:1      |
| Чехия                | 3:0  | Черногория | 2:0      | 1:0      |
| Босния и Герцеговина | 2:6  | Португалия | 0:0      | 2:6      |

### Первые матчи
| Турция | 0:3 (0:2) | Хорватия                              |
| ------ | --------- | ------------------------------------- |
|        | Отчёт     | Олич 2′ · Манджукич 32′ · Чорлука 51′ |

| Эстония | 0:4 (0:1) | Ирландия                                       |
| ------- | --------- | ---------------------------------------------- |
|         | Отчёт     | Эндрюс 13′ · Уолтерс 67′ · Кин 72′, 89′ (пен.) |

| Чехия                    | 2:0 (0:0) | Черногория |
| ------------------------ | --------- | ---------- |
| Пиларж 63′ · Сивок 90+3′ | Отчёт     |            |

| Босния и Герцеговина | 0 : 0 | Португалия |
| -------------------- | ----- | ---------- |
|                      | Отчёт |            |

### Ответные матчи
| Хорватия | 0 : 0 | Турция |
| -------- | ----- | ------ |
|          | Отчёт |        |

| Ирландия | 1:1 (1:0) | Эстония      |
| -------- | --------- | ------------ |
| Уорд 32′ | Отчёт     | Васильев 57′ |

| Черногория | 0:1 (0:0) | Чехия       |
| ---------- | --------- | ----------- |
|            | Отчёт     | Йирачек 81′ |

| Португалия                                                 | 6:2 (2:1) | Босния и Герцеговина              |
| ---------------------------------------------------------- | --------- | --------------------------------- |
| Роналду 8′, 53′ · Нани 24′ · Поштига 72′, 82′ · Велозу 80′ | Отчёт     | Мисимович 41′ (пен.) · Спахич 65′ |

## Самый быстрый гол
Первые матчи
- Ивица Олич (в матче с командой Турции)

Ответные матчи
- Криштиану Роналду (в матче с командой Боснии и Герцеговины)